# Carl Brisson
Carl Brisson  (wym. [ˈkˈɑːl bɹˈɪsən], właśc. Carl Frederik Ejnar Pedersen; ur. 24 grudnia 1893 w Kopenhadze, zm. 25 września 1958 tamże) – duński bokser, śpiewak operetkowy, tancerz, aktor teatralny, filmowy, piosenkarz i reżyser sceniczny.
Najbardziej znany z roli hrabiego Daniły we wznowieniu operetki Wesoła wdówka, w której występował w latach 1923–1924. W trakcie 17-letniej kariery filmowej, trwającej od 1918 do 1935, zagrał w 12 produkcjach fabularnych, z czego do najbardziej rozpoznawalnych w jego dorobku należą Ring (1927) i Człowiek z wyspy (1929) w reżyserii Alfreda Hitchcocka, a także Od wieczora do północy (1934), w której jako pierwszy wykonał popularną piosenkę „Cocktails for Two".

## Życiorys

### Rodzina i młodość
Carl Frederik Ejnar Pedersen urodził się 24 grudnia 1893 w Kopenhadze, jako syn Carla Pedersena (1855–1931) i Kirstine (Kirsten) Pedersen (z domu Madsdatter; 1860–1925). Miał dwoje rodzeństwa, brata oraz siostrę Tilly. Dzieciństwo spędził w dzielnicy Vesterbro, gdzie zarabiał jako mleczarz i pracownik browaru. Przed rozpoczęciem kariery wokalnej i aktorskiej był zawodowym bokserem. W wieku 15 lat zdobył mistrzostwo Danii w boksie amatorskim w wadze lekkiej, a następnie został mistrzem Europy Środkowej i Skandynawii w wadze półśredniej (występował w tej kategorii wagowej w latach 1912–1916). Boksował jako Carl Pedersen, a gdy został gwiazdą sceny, zmienił nazwisko na Brisson (według Davida Breta, zmiany dokonał w 1923).

### Kariera artystyczna
W 1916 został zatrudniony jako śpiewak w parku rozrywki Sommerlyst. W tym samym roku zadebiutował na scenie, występując jako tancerz u boku swojej siostry Tilly. Następnie śpiewał w klubach nocnych i rewiach podczas tras koncertowych po Afryce Południowej i Szwecji, a w 1921 występował w Londynie i w prowincjonalnych salach koncertowych w Anglii. Od 1926 do 1933 był reżyserem teatralnym w angielskiej stolicy. W artykule w „South African Pictorial” z marca 1927 nazwano go „ulubieniem bogów w Palladium. Do jego wielbicielek należała nastoletnia Greta Lovisa Gustafsson (później znana jako Greta Garbo). Jej szafka w sklepie, w którym pracowała, jak pisano, „była pokryta zdjęciami” Brissona. Po tym, jak wyryła na drzwiach garderoby Brissona napis „GG kocha CB”, wspomniał on o niej Mauritzowi Stillerowi, który następnie zwrócił się do niej z prośbą o udział w swoim kolejnym filmie.

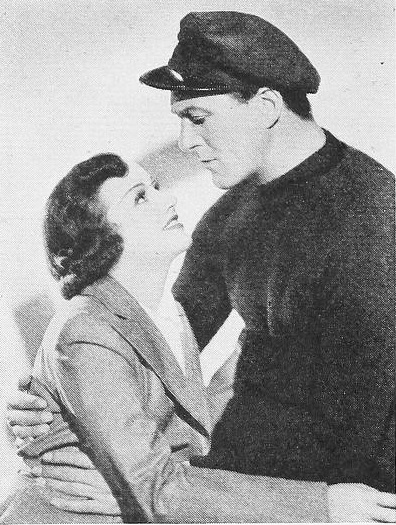
Arline Judge i Brisson w kadrze z filmu Ship Cafe (1935)

W 1918 zadebiutował na srebrnym ekranie, grając Erika w duńskim filmie niemym The Mysterious Footprints (reż. A.W. Sandberg).
Uwagę zwrócił na siebie rolą hrabiego Daniły w londyńskiej inscenizacji trzyaktowej operetki Wesoła wdówka Franza Lehára w Daly’s Theatre z 1923, w której występował u boku Evelyn Laye. Powtórzył tę kreację, gdy musical został wznowiony w Lyceum Theatre 28 maja 1924 (postać hrabiego portretował łącznie 1700 razy). Rolą tą zyskał status gwiazdy. W sezonie 1924–1925 grał w Katja the Dancer, a w następnym roku w operetkach The Dollar Princess, Pompadour i Perły Kleopatry, ponownie z Evelyn Laye w teatrze Daly’s.
W 1927 grał w Apaczu w London Palladium. W tym samym roku wystąpił w swoim drugim filmie, melodramacie sportowym Ring (reż. Alfred Hitchcock). Wcielił się w boksera Jacka „Jednorundowca” Sandera, który o względy Mabel (Lillian Hall-Davis) rywalizuje z Bobem Corbym (Ian Hunter). Dwa lata później ponownie zagrał u Hitchcocka, portretując rybaka Pete’a Quilliama w melodramacie Człowiek z wyspy, który zakochuje się w Kate Cregeen (Anny Ondra). Gdy na przeciwko szczęściu pary staje ojciec dziewczyny (Randle Ayrton), prosi przyjaciela (Malcolm Keen), by ten pod jego nieobecność zaopiekował się dziewczyną. W tym samym roku został zaangażowany do szwedzko-brytyjskiego dramatu The Triumph of the Heart (reż. Gustaf Molander) z Lissy Arną i Edvinem Adolphsonem w obsadzie, a jego pierwszym filmem dźwiękowym był brytyjski dramat The American Prisoner z 1929 (reż. Thomas Bentley) z Madeleine Carroll. W 1933 wyjechał do Los Angeles w Kalifornii, z myślą o zrobieniu kariery za oceanem.
W 1934, w amerykańskim musicalu filmowym z ery Pre-Code Od wieczora do północy (reż. Mitchell Leisen), jako pierwszy wykonał piosenkę „Cocktails for Two". Po raz ostatni na srebrnym ekranie wystąpił w 1935 w komedii musicalowej Ship Cafe (reż. Robert Florey) z Arline Judge i Williamem Frawleyem. Mimo zbierania dobrych recenzji prasowych od krytyków, nie udało mu się zyskać uznania w tamtejszym przemyśle filmowym.
W 1943 zrezygnował z aktorstwa i występował w Stanach Zjednoczonych z własnym monodramem oraz odbywał liczne trasy. Śpiewał też w klubach nocnych i hotelowych salach balowych. 3 maja 1946 wystąpił w programie radiowym A Voice in the Night sieci Mutual Broadcasting System (MBS), gdzie wcielił się w śpiewającego detektywa. Później był jeszcze gościem w audycjach radiowych u Heddy Hopper i Kate Smith. Pod koniec lat 50. XX wieku wrócił do Kopenhagi.

### Śmierć
1 lipca 1958 trafił do Municipal Hospital w Kopenhadze z powodu żółtaczki. Zmarł 26 września w wieku 64 lat. Mszę żałobną odprawiono trzy dni później. Został pochowany na miejscowym Vestre Cemetery.

## Życie prywatne
24 października 1915 ożenił się z aktorką i piosenkarką kabaretową Cleo Willard (pseudonim Marii Laurenze Jørgensen) (1894–1975). Para miała syna, Fredericka Brissona (1912–1984), który 25 października 1941 poślubił Rosalind Russell. Był on producentem takich filmów, jak Piżamowa rozgrywka (1957, reż. George Abbott, Stanley Donen) oraz Czego pragnie Lola (1958, reż. Abbott i Donen).
Był dobrze zbudowany i poza boksem lubił grę w polo, jazdę konno oraz pływanie.

## Filmografia
Opracowano na podstawie materiału źródłowego:

- The Mysterious Footprints (1918) – jako Erik[10]
- Ring (1927) – jako Jack „Jednorundowiec” Sander
- Człowiek z wyspy (1929) – jako rybak Pete Quilliam
- The Triumph of the Heart (1929) – jako Lars Holm
- The American Prisoner (1929) – jako porucznik Stark
- Knowing Men (1930) – jako George Vere
- Song of Soho (1930) – jako Carl
- Prince of Arcadia (1933) – jako książę Peter
- Two Hearts in Waltz Time (1934) – jako Carl Hoffman
- Od wieczora do północy (1934) – jako Eric Lander
- All the King’s Horses (1935) – jako król Rudolf XIV / Carlo Rocco
- Ship Cafe (1935) – jako Chris Anderson